# Кублицкий, Вадим Всеволодович
Вадим Всеволодович Кублицкий (13 июня 1926, Гомель, Белорусская ССР, СССР — 4 марта 1994, Москва, Россия) — советский футболист, вратарь, тренер. Мастер спорта СССР.
Сын Всеволода Игнатьевича Кублицкого, пионера гомельского футбола. Первая команда Вадима Кублицкого — МВО, за которую он выступал с 1947 года до момента её расформирования в 1953 году. В 1953—1956 годах выступал за московский «Локомотив». В 1954 году проведя 22 матча, пропустил всего 13 мячей и возглавил список лучших вратарей, однако список 33 лучших футболистов сезона в том году не составлялся. После прихода Владимира Маслаченко перешёл в 1957 году в ленинградский «Зенит». Дебютировал в команде 19 мая, заменив участвовавшего пять дней назад в «ленинградском футбольном бунте» Владимира Фарыкина. В домашнем матче против московского «Спартака» пропустил четыре мяча. Всего в сезоне провёл 11 матчей, пропустил 20 мячей. Карьеру игрока закончил в следующем году в команде «Труд» (Ногинск).
Работал старшим тренером команд «Спартак» Саранск (1962—1963), Ангара Иркутск (1966), «Старт» Ангарск (1970), «Динамо» Брянск (1971—1972), «Динамо» Махачкала (1973—1974).
В 1982—1994 работал тренером управления футбола Госкомспорта СССР.
Скончался 4 марта 1994 в возрасте 67 лет. Похоронен на Донском кладбище Москвы.

## Семья
Жена — Лилия Николаевна Кублицкая (дев. Самарина) (25.07.1930 — 23.11.2018)
Дочь — Кублицкая Наталия Вадимовна (16.09.1950 — 27.02.2019)
Дочь — Фокина (дев. Кублицкая) Марина Вадимовна (род. 03.03.1958)